# Cristòfor I antipapa
Cristòfor I fou un antipapa des d'octubre del 903 fins a gener del 904 (any en què va morir, probablement). Alguns sostenen que fou un Papa legítim i que, malgrat no haver esdevingut Papa de la manera habitual, va ser reconegut com a tal amb posterioritat. De fet, figura en la majoria de llistats moderns de papes fins a finals del segle xx. Avui dia, l'Església Catòlica el considera un antipapa.
Nascut a Roma, era cardenal de Sant Damas en proclamar-se Papa, cosa que va aconseguir tot enviant el seu predecessor, Lleó V, a la presó. A partir de la mort de l'anterior Papa, alguns autors consideren Cristòfor el Papa legítim. Sergi III el va rellevar en el papat i el va obligar a acabar els seus dies com a monjo.